# قائمة أفلام يوسف شاهين

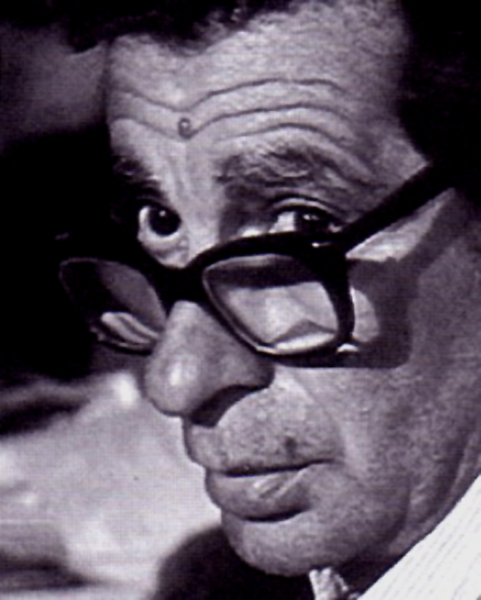

أفلام يوسف شاهين 